# Фёдоров, Виктор Васильевич
Виктор Васильевич Фёдоров (род. 12 марта 1947, Красногородск, Псковская область) — российский чиновник в области культуры.

## Биография
Окончил Ленинградский финансово-экономический институт, кандидат экономических наук (1974, диссертация «Финансовые проблемы аграрно-промышленных комбинатов типа совхоз-завод»). Работал вторым секретарём Псковского областного комитета ВЛКСМ, заместителем главного редактора журнала «Сельская молодёжь», директором издательства «Молодая гвардия».
В 1998 году был назначен Генеральным директором Российской государственной библиотеки.
В 2009 году по собственному желанию освобождён от должности и занял специально учреждённый почётный пост Президента РГБ.
Член Совета при Президенте РФ по культуре и искусству, Совета деятелей культуры, науки и образования при Министерстве иностранных дел РФ, комиссии РФ по делам ЮНЕСКО и других российских и международных организаций.

## Общественная позиция
6 февраля 2012 года был официально зарегистрирован как доверенное лицо кандидата в Президенты РФ и действующего премьер-министра Владимира Путина.
В марте 2014 года Фёдоров поддержал аннексию Крыма, подписал письмо президенту России Владимиру Путину в поддержку аннексии

## Награды
- Орден «За заслуги перед Отечеством» IV степени (16 февраля 2007 года) — за большой вклад в развитие библиотечного дела, сохранение отечественного культурного  и исторического наследия[4]
- Орден Александра Невского (24 мая 2023 года) — за вклад в развитие отечественной культуры и искусства, многолетнюю плодотворную деятельность[5]
- Орден Почёта (15 октября 2009 года) — за большой вклад в реконструкцию памятников исторического и культурного наследия, создание объектов федерального значения в городе Санкт-Петербурге[6]
- Орден Дружбы народов (21 февраля 1986 года)
- Благодарность Президента Российской Федерации (26 января 2012 года) — за многолетнюю плодотворную работу в Совете при Президенте Российской Федерации по культуре и искусству[7]
- Благодарность Министра культуры Российской Федерации (13 октября 2003 года) — за реконструкцию здания Центра восточной литературы Российской государственной библиотеки и за высокое качество произведенных строительных, реставрационных и инженерно-технических работ[8]
- Благодарность Министра культуры и массовых коммуникаций Российской Федерации (24 января 2006 года) — за подготовку и организацию выставки «240 лет Вольному экономическому обществу России»[9]